# أكبر أباد (محمد أباد كرمان)
أکبر أباد (بالفارسية: اکبرآباد) هي قرية تقع في إيران في Mohammadabad Rural District.